# 衡阳市植物园
衡阳市植物园，位于雁峰区湘江乡，计划在2017年完工。 

## 景观
衡阳市植物园建有原生园、湿生植物园、百竹园、四季百花园和珍稀植物观赏园五大主题公园。

## 植物
植物园一期规划栽培野生木本植物70科，259种。

## 交通
市内可乘坐102路、167路公交车到蒸阳南路南郊公园拐角下车，步行1.5公里可抵达市植物园。植物园对外开放后，129路公交车可直达。